# Église de la Dormition-de-la-Mère-de-Dieu de Slatina
Pour les articles homonymes, voir Église de la Dormition-de-la-Mère-de-Dieu.
L'église de la Dormition-de-la-Mère-de-Dieu de Slatina (en serbe cyrillique : Црква Успења Пресвете Богородице у Слатини ; en serbe latin : Crkva Uspenja Presvete Bogorodice u Slatini) est une église orthodoxe serbe serbe située à Slatina, dans la municipalité de Bor et dans le district de Bor en Serbie. Elle est inscrite sur la liste des monuments culturels protégés de la république de Serbie (identifiant no SK 945).

## Présentation
L'église a été construite en 1860 avec l'aide des habitants du village et de huit autres localités alentour sous le règne du prince Michel Obrenović ; la date de sa construction en fait l'une des plus anciennes de la Timočka Krajina ; elle a été édifiée dans un style à la fois romantique et néo-baroque sur le modèle des grandes églises du Banat des XVIIIe et XIXe siècles[réf. nécessaire].
Après des années d'abandon par manque de fonds, elle a été restaurée à la fin des années 1980 et au début des années 1990 ; ces travaux ont été complètement achevés en 2011 et l'église a alors été consacrée de nouveau.